# Przetacznik ożankowy
Przetacznik ożankowy (Veronica chamaedrys L.) – gatunek rośliny należący do rodziny babkowatych (Plantaginaceae), w systemach XX-wiecznych klasyfikowany zwykle do trędownikowatych (Scrophulariaceae). 

## Rozmieszczenie geograficzne
Rodzimy obszar występowania to cała Europa, Azory i Madera, oraz obszary Azji o umiarkowanym klimacie. Rozprzestrzenia się także gdzieniegdzie poza tym obszarem, np. w Ameryce Północnej. W Polsce roślina pospolita na niżu, w górach nieco rzadsza.

## Morfologia
ŁodygaPodnosząca się, pojedyncza, w górnej części odgałęziają się od niej 2 łodygi kwiatowe. Główna środkowa łodyga zwykle bezkwiatowa. Owłosiona jest dwoma naprzeciwległymi rzędami długich włosków. Osiąga wysokość 10–40 cm. Wykształca także czołgające się kłącze z rozłogami.
LiścieUlistnienie naprzeciwległe. Liście szerokojajowate lub trójkątno-jajowate, górą słabo owłosione, spodem bardziej. Brzegi karbowane lub piłkowane, koniec ostro zakończony, nasady liści zaokrąglone lub nieco sercowate. Dolne liście na krótkich ogonkach, środkowe i górne bezogonkowe. Mają długość do 4 cm, szerokość do 2,5 cm.
KwiatyZebrane w luźne grona wyrastające z kątów górnych liści. Owłosione szypułki kwiatów co najwyżej półtorakrotnie dłuższe od kielicha. Zwykle występują dwa grona, znacznie krótsze od łodygi. Kielich złożony z 4 wolnych, lancetowatych, tępo zakończonych i silnie owłosionych działek o długości do 5 mm. Korona kółkowa z bardzo krótką rurką, do której dostęp jest zamknięty wieńcem włosków. Ma szerokość 10–15 mm i złożona jest z 4 płatków, lazurowobłękitna, rzadziej różowa lub biała. Płatki prawie równej wielkości, jeden z płatków nieco tylko mniejszy i węższy, gardziel korony owłosiona. Słupek z pojedynczą szyjką wyższą od pręcików. 2 pręciki o nitkach krótszych od płatków korony.
OwoceDwukomorowa, mocno spłaszczona, odwrotnie sercowata torebka, o długości do 6 mm i pękająca wzdłuż krawędzi szczytowej. Ma klinowatą nasadę i jest cała owłosiona.

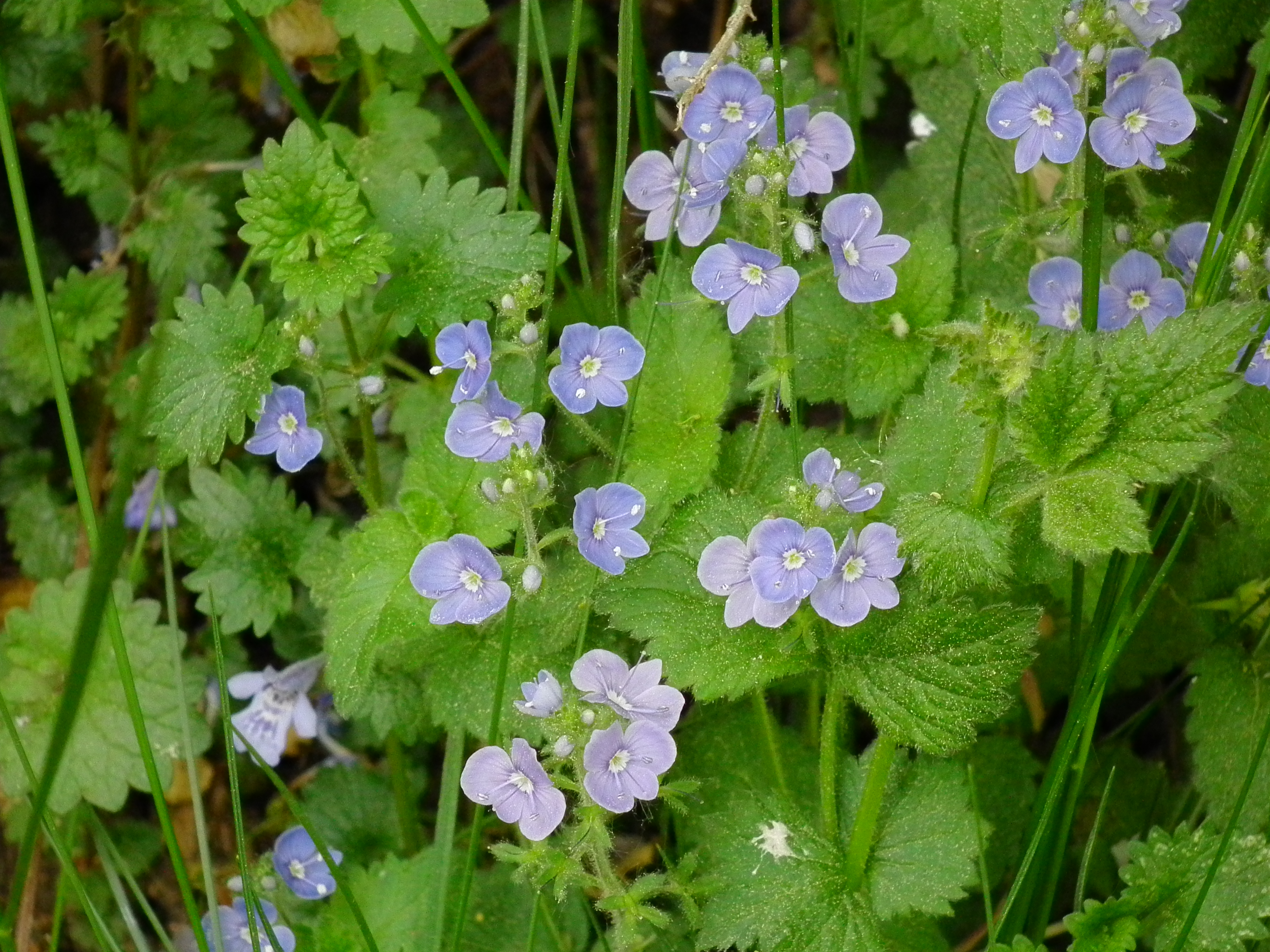
Pokrój
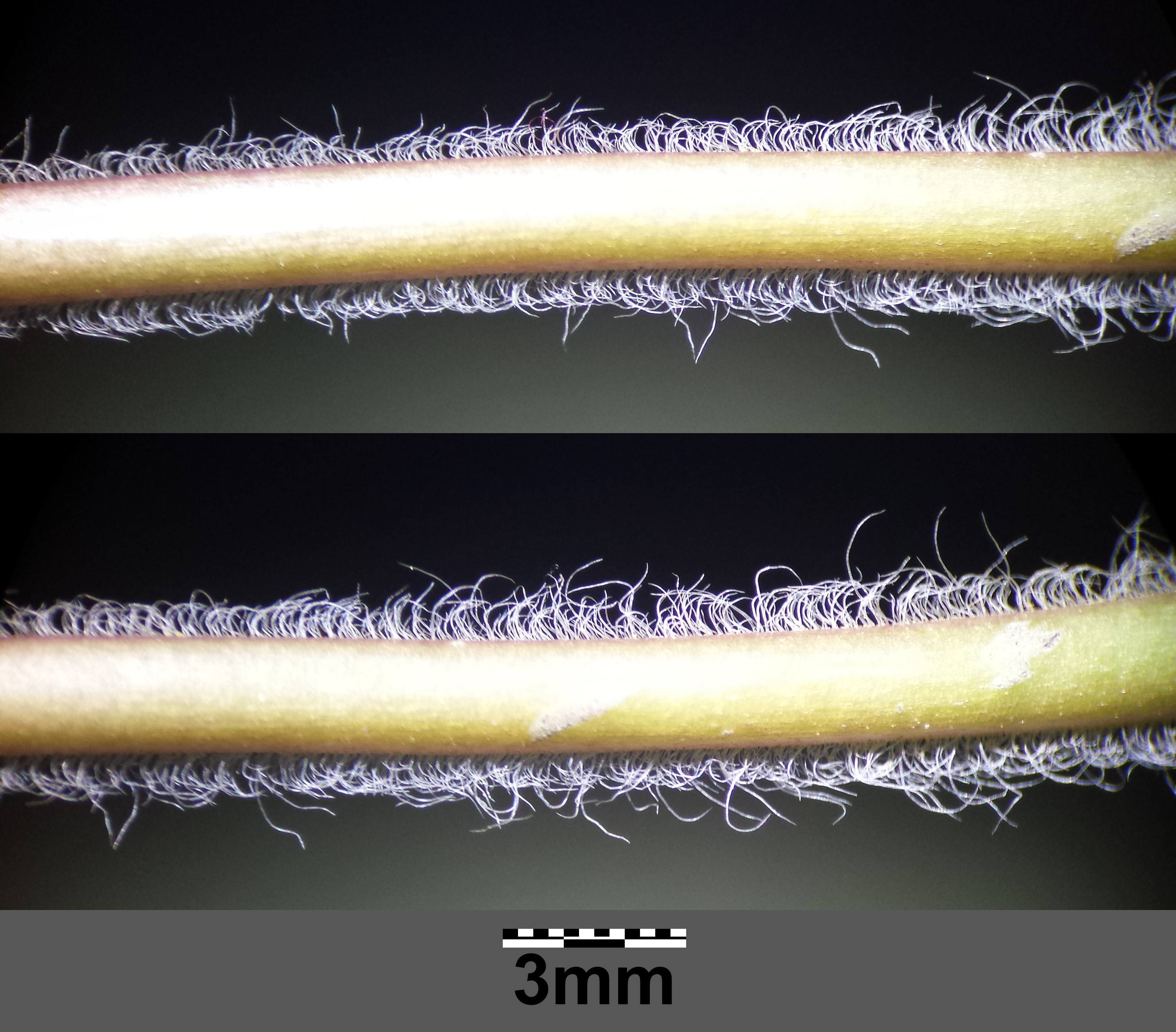
Owłosione łodygi
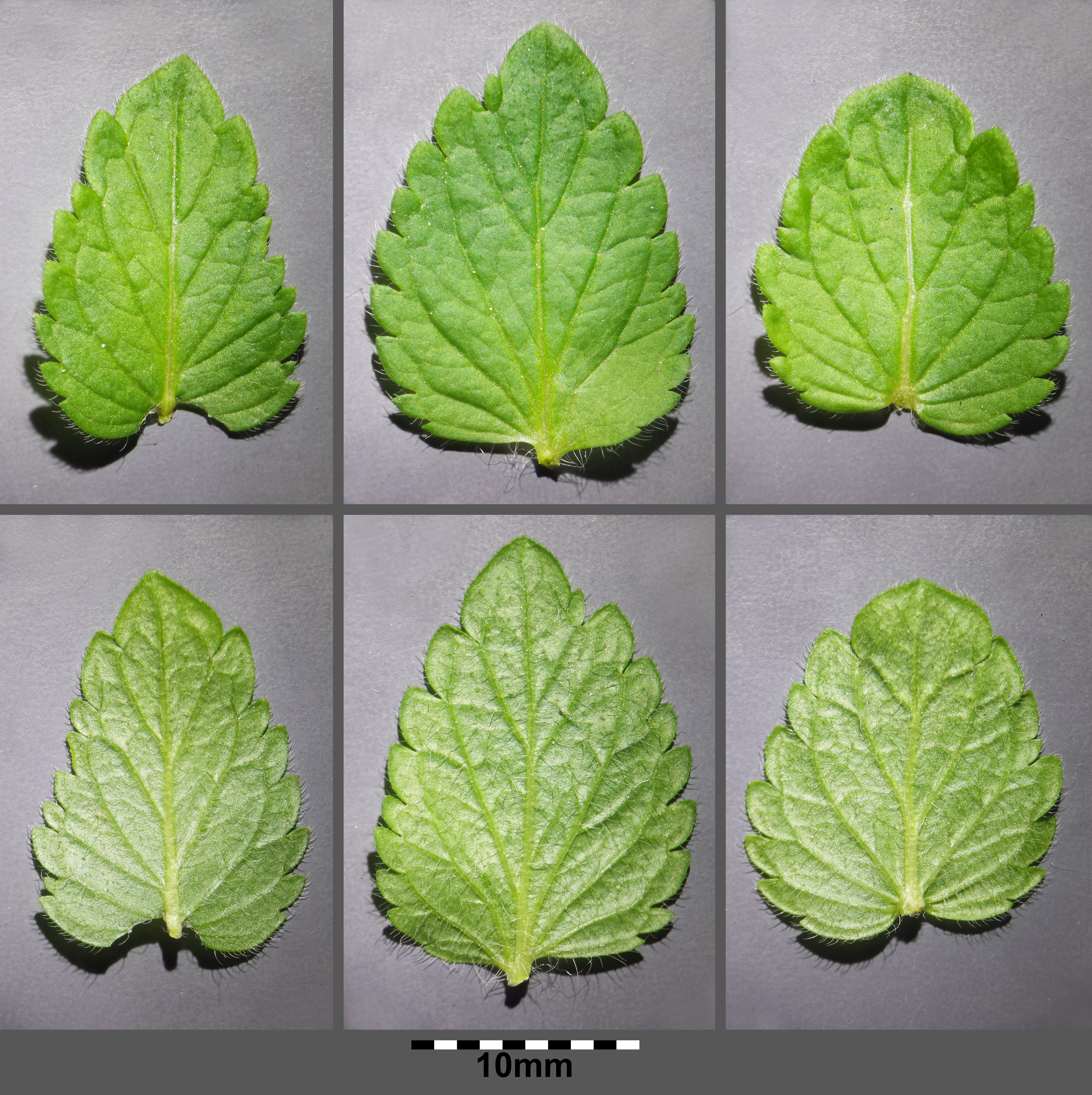
Liście
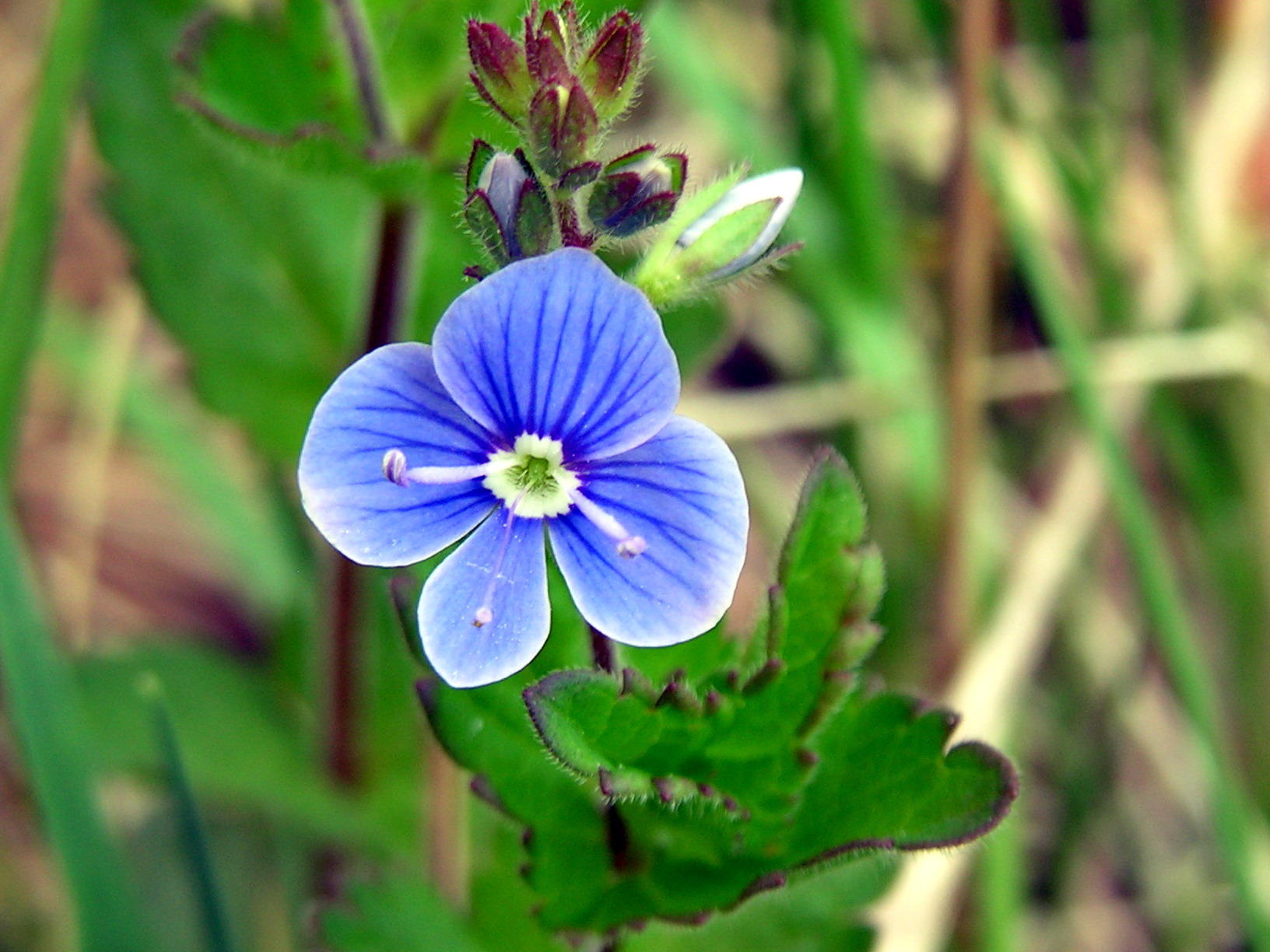
Kwiaty

Gatunki podobnePrzetacznik pannoński (Veronica vindobonensis M.A. Fisch.) rosnący w ciepłolubnych dąbrowach. Różni się głębiej wcinanymi liśćmi oraz owłosieniem: łodyga w górnej części owłosiona dookoła, działki kielicha owłosione odstająco.

## Biologia i ekologia
RozwójBylina, chamefit niezdrewniały. Kwitnie od maja do sierpnia. Słupek i pręciki dojrzewają równocześnie. Roślina miododajna, nektar wytwarzany jest u podstawy słupka. Zapylana jest przez błonkówki. Budowa kwiatów umożliwia tylko zapylenie krzyżowe – owad siadając na małym dolnym płatku zasłania sobą znamię słupka, równocześnie do jego odwłoka przykleja się pyłek. Torebka otwiera się tylko w czasie deszczu. Nasiona rozsiewane są przez wodę (hydrochoria), która wypłukuje je z torebki i roznosi.
SiedliskoPorasta przydroża, łąki, brzegi zarośli, widne lasy i ich skraje oraz miejsca ruderalne. W Europie występuje głównie na obszarach o klimacie oceanicznym, od niżu po położenia górskie, w górach po regiel górny. Wymaga gleb próchnicznych lub średnio próchnicznych. W uprawach rolnych bywa chwastem.

## Zmienność
Tworzy mieszańce z przetacznikiem pagórkowym (Veronica teucrium).

## Zastosowanie
Nie ma znaczenia gospodarczego. Bywa uprawiany jako roślina ozdobna. Nadaje się na rabaty, oraz jako roślina okrywowa. W Polsce jest całkowicie mrozoodporny (strefy mrozoodporności 3–9). Łatwy w uprawie, nie ma specjalnych wymagań co do podłoża. Rozmnaża się przez wysiew nasion jesienią lub wiosną, przez sadzonki wytwarzane latem lub przez podział rozrośniętych kęp jesienią lub wczesną wiosną. Może rosnąć zarówno na stanowiskach słonecznych, jak i półcienistych.